# Belleville (stacja metra)
Belleville – stacja 2. i 11. linii metra  w Paryżu. Znajduje się na pograniczu 10., 11., 19. dzielnicy Paryża i 20. dzielnicy Paryża.  Stacja na linii 2 została otwarta 31 stycznia 1903, a na linii 11 - 28 kwietnia 1935. W 2004 ze stacji skorzystało 10,93 miliona pasażerów.